# Анкудинов, Фёдор Степанович
Фёдор Степа́нович Анкуди́нов (1928—1995) — советский и российский врач-хирург и организатор здравоохранения,
кандидат медицинских наук. Заслуженный врач РСФСР (1973). Почётный гражданин Южно-Сахалинска (1995).

## Биография
Родился 28 сентября 1928 года в селе Коробейниково, Алтайского края в крестьянской семье.
С 1941 года в период Великой Отечественной войны, в возрасте тринадцати лет, Ф. С. Анкудинов начал свою трудовую деятельность в Читинской области рабочим на Вершино-Шахтаминских приисках по добыче молибдена[номер страницы?].
С 1947 по 1952 годы Ф. С. Анкудинов проходил обучение в Иркутском государственном медицинском институте. С 1952 по 1960 года занимался врачебной деятельностью в должности врача-хирурга в различных районных больницах города Александровск-Сахалинский и в больницах Сахалинской области, где прошёл путь от врача до заведующего хирургическим отделением. С 1960 по 1961 годы работал главным врачом Александровской городской больницы. С 1961 по 1963 годы Ф. С. Анкудинов работал в должности заведующего отделением народного здравоохранения исполнительного комитета Южно-Сахалинского городского Совета народных депутатов.
С 1963 по 1995 годы, в течение тридцати двух лет Ф. С. Анкудинов был главным врачом Южно-Сахалинской городской больницы. Благодаря Ф. С. Анкудинову, Южно-Сахалинская городская больница под его руководством была первооткрывателем по внедрению новейших достижений медицины. Ф. С. Анкудинов являлся организатором экспериментальной базы по научно-исследовательской работе в области региональной медицины, был автором разработок и внедрения в области новых эффективных методик врачебной хирургии.
В 1972 году Ф. С. Анкудинов защитил диссертацию на соискание учёной степени кандидата медицинских наук по теме: «Острый панкреатит и холецистопанкреотит по данным городской больницы Южно-Сахалинска». Ф. С. Анкудинов помимо основной деятельности занимался и общественно-политической работой, избирался депутатом исполнительного комитета Южно-Сахалинского городского Совета народных депутатов.
В 1973 году «за заслуги в области народного здравоохранения» Ф. С. Анкудинову было присвоено почётное звание — Заслуженный врач РСФСР[уточнить источник].
15 августа 1995 года Ф. С. Анкудинову «за огромный личный вклад в дело охраны здоровья населения города, внедрение самых современных методов диагностики и лечения, высокие показатели в оказании медицинской помощи, активную пропаганду медицинских знаний» было присвоено почётное звание — Почётный гражданин Южно-Сахалинска
Умер 13 октября 1995 года в городе Южно-Сахалинске.

## Награды
Основной источник:
- Орден Октябрьской революции
- Орден Трудового Красного Знамени
- Медаль «За доблестный труд в Великой Отечественной войне 1941—1945 гг.»[нет в источнике]

### Звания
- Заслуженный врач РСФСР (1973[5])
- Почётный гражданин Южно-Сахалинска (15.08.1995[6])

## Память
- Южно-Сахалинская городская больница был названа именем Ф. С. Анкудинова
- В 1996 году на здании Южно-Сахалинской городской больницы по адресу: город Южно-Сахалинск, бульвар Анкудинова, 1а в честь Ф. С. Анкудинова установлена мемориальная доска.
- Южная часть улицы Тихоокеанской (на участке от улицы Комсомольской до улицы Горького) была переименована в бульвар имени Ф. С. Анкудинова.